# Charles Victor Daremberg
Charles Victor Daremberg (n. 14 martie 1817, Dijon, Franța – d. 24 octombrie 1872, Le Mesnil-le-Roi⁠(d), Seine-et-Oise, Franța) a fost un medic, bibliotecar și istoric medical francez. 

## Biografie
Născut din părinți necunoscuți, Charles-Victor Daremberg a început studii de medicină în orașul natal Dijon și le-a continuat la Paris. A lucrat ca bibliotecar al Academiei de Medicină din Paris, apoi al Bibliotecii Mazarin. De asemenea, a fost lector la Collège de France și titular al catedrei de istoria medicinei.
A efectuat mai multe misiuni în diferite biblioteci din Europa cu scopul de a cataloga, descrie și colaționa manuscrisele medicale păstrate acolo.
A desfășurat o activitate intensă în domeniul filologiei clasice, fiind autorul unor traduceri din operele lui Galenus (1841) și Hipocrate (1843). Singurele traduceri franceze disponibile astăzi ale tratatelor lui Galenus îi sunt atribuite lui.
Este cunoscut publicului universitar pentru contribuția sa la elaborarea din 1850 până în 1870, împreună cu arheologul Edmond Saglio, a lucrării de referință Dictionnaire des Antiquités grecques et romaines, care  a fost publicată ulterior în 10 volume între 1873 și 1919.

## Opere
- BIUM Bibliothèque d'histoire de la médecine et de l'art dentaire - Bibliothèque interuniversitaire de médecine et d'odontologie, Medica, Collection de rééditions de textes anciens.
- în colaborare cu Edmond Saglio, Dictionnaire des Antiquités grecques et romaines, 10 vol., publicate din 1877 până în 1919. Index de articole online pe situl mediterranees.net

## Legături externe
- Académie nationale de médecine
- BIUM Bibliothèque d'histoire de la médecine et de l'art dentaire - Bibliothèque interuniversitaire de médecine et d'odontologie, Medica, Collection de rééditions de textes anciens.